# An Education
An Education là một phim của Anh sản xuất năm 2009, dựa trên hồi ký tự truyện cùng tên do nhà báo người Anh Lynn Barber viết. Phim do Lone Scherfig đạo diễn, Nick Hornby viết kịch bản, do Carey Mulligan đóng vai chính với các diễn viên Emma Thompson, Peter Sarsgaard, Dominic Cooper, Rosamund Pike.
Phim này có suất chiếu ra mắt trong Liên hoan phim Sundance 2009, được giới bình luận hoan nghênh. Phim này được chiếu ở Telluride bởi Liên hoan phim Biển (Sea Film Festival) ở Portsmouth, New Hampshire, ngày 19.9. 2009., và được chiếu ngày 9.10.2009 ở Liên hoan phim Mill Valley. Phim được công chiếu trên các rạp ở Hoa Kỳ bắt đầu từ ngày 16.10.2009 và ở Vương quốc Anh ngày 30.10.2009.
Ngày 2.2.2010 có tin loan báo là phim này đã nhận được 3 đề cử cho Giải Oscar thứ 82, ở các thể loại Phim hay nhất, Nữ diễn viên chính xuất sắc nhất và kịch bản chuyển thể xuất sắc nhất.

## Cốt truyện
Phim nói về một cô nữ sinh sắp tròn 17 tuổi, sống ở vùng ngoại ô thành phố Luân Đôn trong thập niên 1960.
Sau buổi diễn tập ban nhạc trẻ, cô nữ sinh Jenny 17 tuổi đẹp và lanh lợi được David - một người đàn ông duyên dáng lớn gấp đôi tuổi cô - cho đi nhờ xe về nhà. Hai người bắt đầu một mối quan hệ trong đó bao gồm cả người đối tác kinh doanh của David là Danny và cô bồ nhạt nhẽo của Danny là Helen. David quyến rũ và lôi kéo cha mẹ Jenny cho phép anh ta đưa cô đi dự các buổi hòa nhạc, tới các câu lạc bộ nhạc jazz và ngay cả tới Paris.
Jenny khám phá ra là David và Danny lấy trộm các đồ vật của các nhà đem đi bán. Cô cũng khám phá ra là David đã làm tiền bằng cách chuyển các gia đình da màu tới các căn hộ hàng xóm của các bà già sợ người da màu (khiến họ dọn đi nơi khác), để anh ta có thể mua các căn hộ đó với giá rẻ. Khi phát hiện ra điều đó, Jenny cảm thấy kinh tởm và dọa sẽ cắt đứt quan hệ, nhưng cuối cùng cô thấy rằng cuộc sống mới của mình quá thú vị nên bỏ qua mặt mờ ám đó.
Sau khi nhìn thấy Jenny khiêu vũ với Danny, David nhanh chóng cầu hôn với Jenny. Cha cô chấp nhận cuộc hứa hôn và Jenny bỏ học mà không tốt nghiệp cấp A-levels (tương đương tú tài). Trong khi tìm thuốc lá trong ô chứa bao tay (ở xe) của David, Jenny tìm thấy một chồng thư đề gửi cho "Ông bà David Goldman" và biết là David đã có vợ, do đó cô cắt đứt quan hệ, rồi xin trở lại trường học tiếp năm chót, nhưng bà hiệu trưởng cũ từ chối. Jenny liền tới nhà cô giáo mà cô yêu thích, và bà đã giúp cô học thi đậu A-levels. Sau đó cô được nhận vào học tiếng Anh ở Đại học Oxford, nơi mà cô có tham vọng đạt được trước khi gặp David.
Cảnh cuối cho thấy cô cưỡi xe đạp trên các đường phố Oxford với một nam sinh viên, được cho là bạn trai mới của cô.

## Đoạn kết khác có thể chọn thay thế
Trong một đoạn kết khác có thể chọn thay thế, diễn ra 18 tháng sau, khi đã được nhận vào học ở Đại học Oxford, Jenny gặp chiếc xe Bristol 405 màu đỏ của David. Anh tìm cách xin lỗi cô và giải thích là anh ta đang định ly dị vợ. Tuy nhiên Jenny cho biết là anh đã làm hại cô quá nhiều, kể cả tương lai của cô, và bây giờ cô đã có cuộc sống mới ở Oxford. Cô và người bạn trai mới đi khỏi nơi đó và David nhìn theo họ cách thèm muốn.

## Các vai diễn
- Carey Mulligan vai Jenny Miller[5]
- Peter Sarsgaard vai David Goldman [5]
- Dominic Cooper vai Danny, vai mà ban đầu dành cho Orlando Bloom, nhưng anh ta bỏ ngang xương trước khi bấm máy quay.[6]
- Rosamund Pike vai Helen, bạn gái của Danny
- Emma Thompson vai Ms Walters (Nữ hiệu trưởng)[5]
- Olivia Williams vai Miss Stubbs[5]
- Alfred Molina vai Jack Miller, cha của Jenny[5]
- Cara Seymour vai Marjorie Miller, mẹ của Jenny
- Sally Hawkins vai Sarah[5]
- Amanda Fairbank Hynes vai Hattie
- Ellie Kendrick vai Tina

## Sản xuất

### Kịch bản
Nick Hornby viết kịch bản dựa trên tự truyện của nhà báo Anh Lynn Barber đăng trên tạp chí văn học Granta. Cho tới tháng 6 năm 2009 hồi ký đầy đủ của Barber, An Education, chưa được in thành sách, khi phim đã quay xong. Hornby nói rằng điều mà hồi ký này khiến anh ta thích là "Cô ấy là một cô gái vùng ngoại ô, sợ thành phố bị mất đi những gì tốt đẹp... Điều đó đối với tôi là một truyện lớn trong văn hóa bình dân. Đó là câu truyện rất đẹp trong mọi ban nhạc rock 'n' roll."

### Quay phim
Mặc dù gia đình và trường học của Jenny được cho là tọa lạc ở vùng ngoại ô Twickenham, Middlesex, nhưng cảnh quay trong phim là ở khu vực Gunnersbury của Ealing, Tây London cũng như Mattock Lane ở West Ealing và trường Japanese School ở Acton được dùng làm trường nữ sinh gọi là Haberdashers' Aske's School for Girls. Khu vực này được bố trí có dáng vẻ như ở trong thập niên 1960, ngoại trừ việc chiếu sáng trên đường phố là ở thập niên 1990. Sau đó cảnh Jenny chạm trán vợ của David Goldman bên ngoài căn nhà của cô ở ngoại ô được quay ở khu Woodside Park của Bắc London.

## Đón nhận
Hiện nay phim đạt 94% sự đánh giá 'Fresh' ở Rotten Tomatoes, dựa trên 150 bài bình luận. On Metacritic it holds an 85 rating based on 34 reviews.
Tuy nhiên, trái với phần lớn sự đón nhận tích cực phim An Education, vài nhà bình luận cho rằng phim này minh họa bằng ví du cho các đề tài chống Do Thái. 
Trong 15 phút đầu, phim đã đề cập 2 lần tới "người Do Thái lang thang", một mẫu rập khuôn lịch sử chống Do Thái của người châu Âu.
.
Theo một sự giải thích thì vấn đề luân lý chính của truyện này là "coi chừng các người Do Thái mang hoa" .
An Education đã đoạt "giải khán giả bầu chọn" và "giải quay phim" tại Liên hoan phim Sundance 2009. Mulligan đoạt giải Liên hoan phim Hollywood cho vai diễn nữ đột phá. Phim này được tạp chí điện ảnh Sight & Sound của Anh bầu chọn là phim hay nhất trong tháng.
| Lễ phát giải thưởng   | Loại giải                                             | Tên            | Kết quả |
| --------------------- | ----------------------------------------------------- | -------------- | ------- |
| Giải phim Anh độc lập | Phim Anh độc lập hay nhất                             | -              | Đề cử   |
| Giải phim Anh độc lập | Đạo diễn xuất sắc nhất của phim Anh độc lập           | Lone Scherfig  | Đề cử   |
| Giải phim Anh độc lập | Kịch bản hay nhất                                     | Nick Hornby    | Đề cử   |
| Giải phim Anh độc lập | Nữ diễn viên xuất sắc nhất trong một phim Anh độc lập | Carey Mulligan | Đề cử   |
| Giải phim Anh độc lập | Nữ diễn phụ xuất sắc nhất                             | Rosamund Pike  | Đề cử   |
| Giải phim Anh độc lập | Nam viên phụ xuất sắc nhất                            | Alfred Molina  | Đề cử   |
| Giải Vệ tinh          | Giải Vệ tinh cho phim hay nhất – Drama                | -              | Đề cử   |
| Giải Vệ tinh          | Giải Vệ tinh cho kịch chuyển thể hay nhất             | Nick Hornby    | Đề cử   |
| Giải Vệ tinh          | Giải Vệ tinh cho đạo diễn xuất sắc nhất               | Lone Schrefig  | Đề cử   |
| Giải Vệ tinh          | Giải Vệ tinh cho nữ diễn viên xuất sắc nhất           | Carey Mulligan | Đề cử   |
| Giải Vệ tinh          | Giải Vệ tinh cho nam diễn viên phụ xuất sắc nhất      | Alfred Molina  | Đề cử   |